# Makdiops mahishasura
Makdiops mahishasura là một loài nhện trong họ Selenopidae. Loài này phân bố ở Ấn Độ.
Loài này thuộc chi Makdiops. Makdiops mahishasura được Sarah C. Crews & Harvey miêu tả năm 2011.